# Șceaslîva, Lîpoveț
Șceaslîva (în ucraineană Щаслива) este localitatea de reședință a comunei Șceaslîva din raionul Lîpoveț, regiunea Vinnița, Ucraina.

## Demografie
Componența lingvistică a localității Șceaslîva
     Ucraineană (99,38%)
     Alte limbi (0,62%)
Conform recensământului din 2001, majoritatea populației localității Șceaslîva era vorbitoare de ucraineană (99,38%), existând în minoritate și vorbitori de alte limbi.